# Patrick Imbert
Patrick Imbert (* 1977 in Trèbes) ist ein französischer Filmregisseur, Drehbuchautor und Animator.

## Leben
Imbert studierte bis Ende der 1990er-Jahre an der Gobelins, l’école de l’image in Paris und arbeitete anschließend als Animator an verschiedenen Lang- und Kurzfilmen für Werbung, Film und Fernsehen. Imbert war dabei an Trick- und Realfilmen beteiligt, so animierte er in Christophe Honorés Realfilm Les malheurs de Sophie mit Anaïs Demoustier und Golshifteh Farahani zahlreiche kleine Tiere.
Imbert war leitender Animator am Langanimationsfilm Ernest & Célestine (2012) unter der Regie von Benjamin Renner. Beide arbeiteten am Animationsfilm Der kleine Fuchs und seine Freunde – Das große Kinoabenteuer (2017) erneut zusammen, dabei jedoch erstmals als Regisseure: Renner war Regisseur des Segments Le grand méchant renard, während Imbert Regie bei den Segmenten Un bébé à livrer und Le Noël parfait führte. Zudem war Imbert leitender Animator des Films. Renner und Imbert wurden für Der kleine Fuchs und seine Freunde – Das große Kinoabenteuer 2018 mit dem César als Bester Animationsfilm ausgezeichnet und gewannen den Prix Lumière als Bester Animationsfilm.
Nach Ende der Arbeit an Der kleine Fuchs und seine Freunde – Das große Kinoabenteuer stieß Imbert als Animator zum Team des Animationsfilms Gipfel der Götter nach dem gleichnamigen Manga von  Jirō Taniguchi dazu, an dem seit 2012 gearbeitet wurde. Er schrieb das Drehbuch und wurde schließlich Regisseur des Films, der digital in 2D entstand. Gipfel der Götter erschien 2021 im Rahmen der Internationalen Filmfestspiele von Cannes. Im Jahr 2022 gewann Imbert für Gipfel der Götter den Prix Lumière und den César für den Besten Animationsfilm.

## Filmografie (Auswahl)
- 2001: Von Masken und Massen (Bas les masses) – als Animator
- 2002: Corto Maltese: La cour secrète des Arcanes – als Animator
- 2003: Die Könige aus dem Morgenland (Los reyes magos) – als Animator
- 2008: Fünf Freunde für alle Fälle (Famous 5: On the Case) (TV-Serie, 3 Folgen) – als Animator
- 2012: Ernest & Célestine – als leitender Animator
- 2014: Bang Bang! – als Animator
- 2015: April und die außergewöhnliche Welt (Avril et le monde truqué) – als leitender Animator
- 2016: Les malheurs de Sophie – als Animator
- 2017: Der kleine Fuchs und seine Freunde – Das große Kinoabenteuer (Le grand méchant renard et autres contes …) – als Regisseur und leitender Animator
- 2019: Zig & Sharko – Meerjungfrauen frisst man nicht! (Zig & Sharko) (TV-Serie, 18 Folgen) – als Drehbuchautor
- 2021: Gipfel der Götter (Le sommet des dieux) – als Regisseur und Drehbuchautor

## Auszeichnungen (Auswahl)
- 2014: Nominierung Beste Animation in einem Langanimationsfilm, Annie Awards, für Ernest & Célestine
- 2018: César, Bester Animationsfilm, für Der kleine Fuchs und seine Freunde – Das große Kinoabenteuer
- 2018: Auszeichnung als Bester Animationsfilm, Prix Lumières, für Der kleine Fuchs und seine Freunde – Das große Kinoabenteuer
- 2018: Nominierungen Beste Animation und Beste Regie in einem Langanimationsfilm, Annie Awards, für Der kleine Fuchs und seine Freunde – Das große Kinoabenteuer
- 2018: Prix André-Martin für den besten französischen Langfilm, Festival d’Animation Annecy, für Der kleine Fuchs und seine Freunde – Das große Kinoabenteuer
- 2022: César, Bester Animationsfilm, für Gipfel der Götter
- 2022: Auszeichnung als Bester Animationsfilm, Prix Lumiéres, für Gipfel der Götter